# 柳叶韭
柳叶韭（学名：Allium wallichii var. platyphyllum）是葱科葱属的变种。分布在中国大陆的云南等地，生长于海拔3,100米的地区，多生于草坡或沟边，目前尚未由人工引种栽培。